# 34570 Shawnlim
34570 Shawnlim este o planetă minoră (asteroid) din centura de asteroizi. A fost descoperită pe 30 septembrie 2000 la Experimental Test Site⁠(d) de Lincoln Near-Earth Asteroid Research. 
Obiectul prezintă o orbită caracterizată de o semiaxă mare de 2,7534757 UAi, o excentricitate de 0,17, o înclinație de 8,37657 ° în raport cu ecliptica.